# A2 (België)

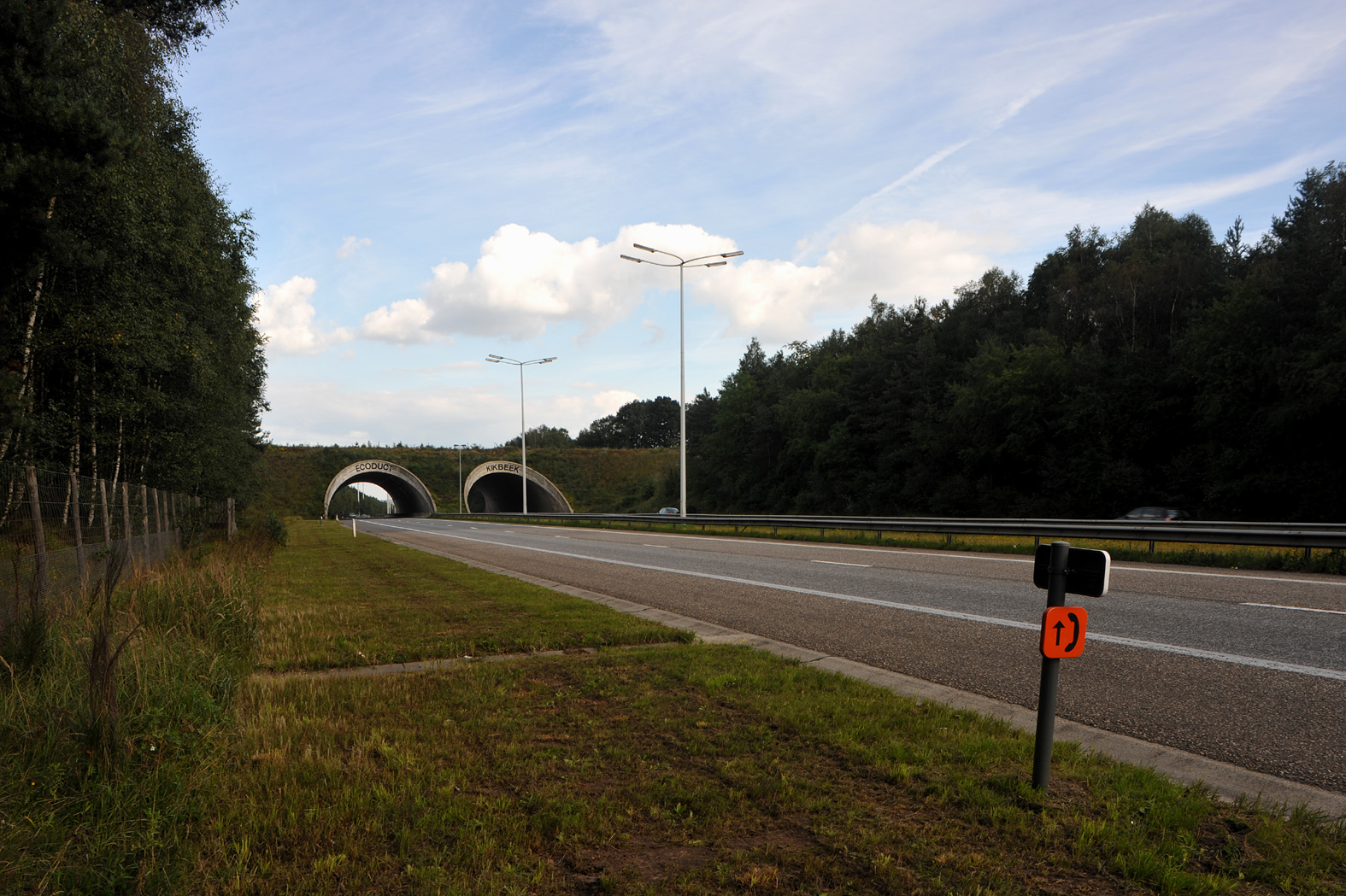
De A2/E314 bij Ecoduct Kikbeek

De A2 is een Belgische autosnelweg die Brussel via de provincies Vlaams-Brabant, (Belgisch) Limburg verbindt met de A76 in Nederlands Limburg. Op zijn beurt voert de Nederlandse A76 verder naar Aken in Duitsland en aldaar de Duitse A4 naar Keulen. De autosnelweg start ten westen van Leuven aan het knooppunt Heverlee (A3/E40) en loopt tot aan de Nederlandse grens, waar hij in Nederlands Limburg verdergaat als de Nederlandse A76. In België loopt de A2 geheel samen met de E314. Daar de naam "E314" in België meer ingeburgerd is, spreekt men in de wegenbulletins altijd over de E314.
De nummering van de afritten sluit aan bij die van de A13. Oorspronkelijk was immers de verbinding Antwerpen-Lummen-Maasmechelen de E39. Op de A13 is afrit nr. 26 (Beringen) de laatste afrit voor knooppunt Lummen en op de A2 is afrit nr. 27 (Circuit Zolder) de eerste afrit erna. 
In 2022 en 2024 werden tussen Aarschot en Leuven spitsstroken in gebruik genomen.

## Geschiedenis
De A2 werd voor de eerste maal gepland in een koninklijk besluit uit 1958 en het autosnelwegenprogramma van 1960 van Minister van Openbare Werken Omer Vanaudenhove. Deze autosnelweg zou de provincie Limburg en het noordoosten van de provincie Brabant verbinden met Leuven en de Brusselse agglomeratie. In de buurt van Leuven zou de A2 aantakken op de E40 vanuit Luik. In het plan van 1960 gebeurde dit ten oosten van Leuven en zou de weg vanaf het knooppunt Lummen in een rechte lijn ter hoogte van Bierbeek aantakken op de E40. De Dienst Stedenbouw en Ruimtelijke Ordening stelde in 1968 echter een ontwerp voor waarin deze aantakking ten westen van Leuven zou plaatsvinden. Hierdoor kon het verkeer naar Brussel en Leuven gespreid worden en zou de E40 tussen Brussel en Bierbeek niet te zwaar belast worden. De Limburgse hoofdstad Hasselt zou dan via het noorden van Leuven met Brussel verbonden zijn. De keuze voor een route ten westen van Leuven dook reeds op in een herkomstbestemmingsonderzoek in Leuven uit 1963 en ook het Economisch Comité voor de Kempen was voorstander van dit ontwerp. In 1969 legde Minister van Openbare Werken Jos De Saeger het vak Bertem-Lummen vast als autosnelweg.

### Vlaamse Transversale
Men vreesde echter dat de E40 tussen Bertem en Brussel het verkeer van beide snelwegen niet zou aankunnen. Sinds de tweede helft van de jaren 60 waren er al technocratische plannen voor een "Vlaamse Transversale", een autosnelweg van Aarschot via Mechelen richting Gent. In het megalomane autosnelwegenplan van minister Jos De Saeger uit 1972 werd de A2 opnieuw ontworpen, deze maal als oost-west-weg van Aarschot via Haacht, Zemst, Londerzeel en Dendermonde naar Oost-Vlaanderen. In dit grootse plan werd de A2 met de A3 verbonden via de geplande A22 van Tildonk (A2) naar Bertem (A3) en via een autosnelweg van Turnhout naar Namen, de later geschrapte A23. 
In een update van het plan uit november 1973 werd de A2 ten westen van Aalst aangesloten op de E40. In dit plan kreeg de Vlaamse Transversale nog een langer vervolg richting westen: een autosnelweg A9 die vanaf het einde van de A2 bij de E40 verder naar het westen liep via Zwalm, Zulte, Roeselare en Diksmuide tot Veurne. Verder dan plannen zou het voor deze Vlaamse Transversale nooit komen. Deze "Vlaamse Transversale" werd ook ingetekend op het voorontwerp van de gewestplannen. In latere detaillering van het tracé kreeg de weg een meer zuidelijke ligging via Kampenhout, Weerde en Humbeek. Dit trace staat bekend als het tracé Rotselaar - Aalst.

### Aantakking op A3
Minister Alfred Califice schoof de A22 op naar het oosten. In 1971 was er al een westelijke omleiding rond Leuven gepland en nu wenste men deze A22 aan te leggen op dit tracé. De A22 zou in Wezemaal aantakken op de A2. Zijn opvolger Jean Defraigne startte in 1974 met de aanleg van de A2 tussen Lummen en Wezemaal. Hij besloot ook om af te zien van de verbinding Wezemaal-Weerde-Zemst-Dendermonde en keerde zo terug naar de beslissing van 1969:
Wat de oorspronkelijk geplande verbinding Leuven-Mechelen-Dendermonde via Weerde en Zemst aangaat, heb ik beslist thans van deze verwezenlijking af te zien. Indien in de toekomst de verlengenis van de autoweg A2 noodzakelijk zou blijken, dan zal het tracé opnieuw bestudeerd worden.
De westelijke verlenging van de A2 als "Vlaamse Transversale" werd niet ingetekend op de gewestplannen met uitzondering van een kort deel op het gewestplan van Leuven. Nadat in het Ruimtelijk Structuurplan Vlaanderen was besloten om de weg niet aan te leggen, werd deze reservatiestrook in juni 1998 verwijderd. De geplande weg zou ten zuiden van Rotselaar lopen, de Leuvense vaart kruisen bij Hambos om dan tussen Buken en het Silsombos naar Weerde en Humbeek te lopen.
In 2010 werd een "Vlaamse Transversale" (een verlengde A2 tussen Rotselaar en Aalst via Zemst) een laatste keer bestudeerd in het kader van de fileproblematiek op de noordelijke Brusselse ring en werd er geconcludeerd dat dit vanuit verkeerskundig opzicht geen oplossing zou bieden. Ook zou er veel open ruimte moeten sneuvelen voor deze aanleg.

### Traject Lummen-Nederland
Het gedeelte van de A2 tussen Lummen en de grens met Nederland werd eerder geopend dan het traject Leuven-Lummen. Werken aan dit tracé startten in 1968. Het vak Lummen-Houthalen opende in 1971. In 1973 was de autosnelweg tussen Lummen en Nederland volledig geopend, onder de naam E39. In 1985 vond een hernummering van de Belgische E-wegen plaats en ging dit traject verder onder de naam E314.
De autosnelweg tussen Lummen en de Nederlandse stad Heerlen kwam reeds voor het in het autosnelwegenprogramma van 1949 en de Verklaring van Genève die de basis legde voor het E-routenetwerk. Ondanks deze vroege vermelding van de autosnelweg duurde het tot begin jaren 70 onder het ministerschap van Jos De Saeger vooraleer de realisatie van de snelweg gepland werd. Voorstanders van de weg waren zowel Belgisch als Nederlands Limburg. De aanleg van een oost-west-weg zou het gebied bereikbaarder maken en met het oog op de sluiting van de Kempense mijnzetels zou de snelweg bijdragen tot de ontwikkeling van de regionale economie. Een andere reden voor de ontwikkeling van de snelweg was een vlotter verkeer tussen de Antwerpse haven en Duitsland, dat voor de aanleg van de E314 gewezen was op de E313 via Luik, maar door de oost-westroute in Limburg een omweg van 25 kilometer kon afsnijden. Economische ontwikkeling was het voornaamste motief voor de aanleg van het traject Lummen-Heerlen. Voor de aanleg van de snelweg richtten alle betrokken gemeente in 1968 een intercommunale op. Aanvankelijk wilde men een samenwerking opzetten tussen Belgisch en Nederlands Limburg, maar dit ontwerp bleek juridisch niet mogelijk.

### Openstelling Leuven-Lummen
De aanleg van het traject Leuven-Lummen van de A2 verliep zonder problemen. De werkzaamheden startten in 1974. Door zandwinning in het Schulensbroek ontstond in 1976 het Schulensmeer nabij de dorpen Linkhout en Schulen. Op 8 juli 1982 werd de volledige snelweg in gebruik genomen. De verbinding Wezemaal-Bertem werd onmiddellijk onder de naam A2 geopend. De gevreesde overbelasting op het traject Brussel-Leuven bleken vanaf 1986 realiteit te zijn en de E40 werd bekend omwille van zijn files.
Na de openstelling van de A2 kwamen vanuit de bedrijfswereld voorstellen om de A2 te verlengen tot Mechelen. Minister Louis Olivier merkte op dat dit niet mogelijk was aangezien er geen sprake was van deze verbinding in de gewestplannen. Na onderzoek bleek dat de overbelasting op het vak Brussel-Leuven zich situeerde tussen de oprit bij Sterrebeek en de afrit naar de R0 bij Sint-Stevens-Woluwe. In 1987 werd de pechstrook tussen beide aansluitingen dan ook omgevormd tot volwaardige rijstrook. Om de overbelasting nog beter weg te werken kreeg het tracé Heverlee-Sterrebeek vier rijstroken in iedere richting.
Vanaf de openstelling in 1982 tot de hernummering in 1985 stond de A2 tussen Leuven en de Nederlandse grens bekend als de E39. Vanaf 1985 loopt de A2 geheel samen met de E314.

### Omvorming knooppunt Lummen

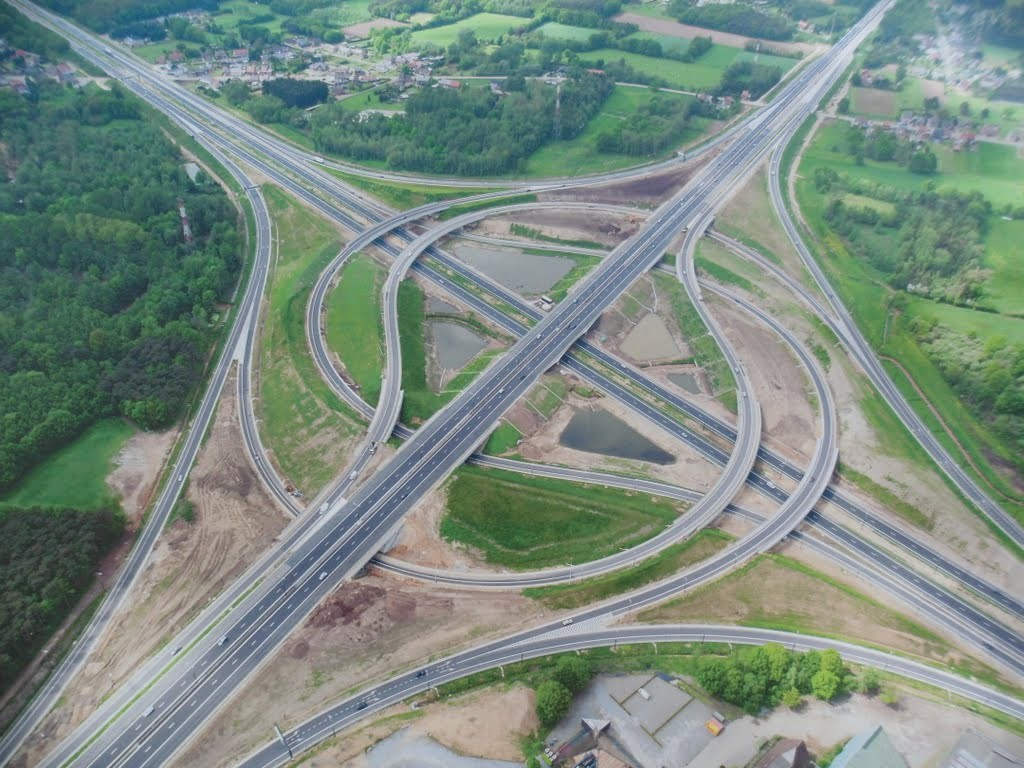
Het nieuwe knooppunt Lummen.

Het knooppunt Lummen werd tussen 2006 en 2011 in verschillende fases omgebouwd van een rotondeknooppunt tot een turbineknooppunt. De eerste voorbereidende fase liep van 2006 tot 2007. Hierin werden de verbindingswegen naar het industrieterrein Zolder-Lummen vervangen door afzonderlijke op- en afritten op de A13/E313 ter hoogte van de bestaande snelwegparkings die zich ongeveer een kilometer in de richting van Hasselt bevonden.
De eerste fase van de ombouw van het knooppunt begon in april 2006. Toen werd de bestaande brug voor plaatselijk doorgaand verkeer afgebroken en vervangen door een nieuwe brug. De parkings bij het knooppunt werden voor de ombouw van de verkeerswisselaar afgesloten. Voor het plaatsen van de brugliggers van de nieuwe brug werd de E313 tussen het knooppunt en Hasselt op 4 augustus 2006 tijdelijk afgesloten. In november 2006 waren de werken aan de nieuwe brug voltooid. In mei 2007 startten de werkzaamheden aan het nieuwe op- en afrittencomplex naar het industrieterrein, dat op 13 december 2007 in gebruik werd genomen. Een dag later werden de verbindingswegen op het knooppunt afgesloten. Dit betekende het einde van de eerste fase van de werkzaamheden.
De eigenlijke omvorming tot een turbineknooppunt begon in mei 2008. Een constructie van twee niveaus, acht bruggen en grote boogstralen maakt een betere doorstroming van het verkeer mogelijk. Na de ombouw bestonden de conflictpunten waar het verkeer moest wachten voor in- en uitgaand verkeer niet langer. Op 25 oktober 2010 werd het knooppunt conflictvrij verklaard. Vervolgens werden twee bruggen gebouwd en in november 2011 werden de werken aan de laatste lussen voltooid. De kosten van de gehele omvorming bedroegen ongeveer 40 miljoen euro. Op 10 juni 2010 huldigde Vlaams Minister van Mobiliteit Hilde Crevits het nieuwe knooppunt officieel in.

## Traject
Men kan het traject van de A2 opdelen in de volgende deeltrajecten:
- Leuvense agglomeratie: Het drukste gedeelte, dankzij verkeer voor de stad Leuven en doorgaand verkeer van en naar de hoofdstad Brussel.
- Hageland: Een landschappelijk fraai landelijk gedeelte in de provincie Vlaams-Brabant met toevloed van forensen.
- Provincie Limburg: Rustiger gedeelte. Hier bevindt zich het belangrijke knooppunt Lummen met de E313 en de grensovergang met de gelijknamige Nederlandse provincie.

### Leuvense agglomeratie

#### Overzicht
De A2 start aan het knooppunt Heverlee ten zuidwesten van Leuven. Bij dit trompetknooppunt takt de A2 aan op de A3/E40 (Brussel-Luik). De eerste kilometers van de A2 lopen langs de west- en noordkant van de Vlaams-Brabantse provinciehoofdstad Leuven. Dit gedeelte is verreweg het drukste van de gehele weg. Men vindt rond Leuven een dichte opeenvolging van op- en afritten die aansluiten op de belangrijke toegangswegen tot de stad en een aantal grote secundaire wegen richting andere plaatsen. Over een afstand van negen kilometer zijn er op het Leuvense grondgebied maar liefst vijf op- en afritten zodat veel plaatselijk verkeer de snelweg gebruikt als lokale ringweg. Doordat de A2 slechts twee rijvakken in iedere richting telt, is er tijdens de spitsuren doorgaans sprake van filevorming doordat dan ook doorgaand verkeer van of naar Brussel de snelweg gebruikt.
In de dagelijkse ochtendspits staan er op de A2 vaak files op het traject tussen Aarschot en het knooppunt met de A3/E40 waar de A2 begint. De meest frequente files staan op het gedeelte tussen de opritten Wilsele-Kessel-Lo en Gasthuisberg en op het laatste stuk tussen de oprit Leuven en de E40 richting Brussel. In de avondspits zijn de files minder intens, maar zijn er vaak problemen op het gedeelte tussen het knooppunt Heverlee en de afrit Wilsele-Kessel-Lo.

#### Leuven
De eerste afrit na het knooppunt Heverlee is Leuven, via welke men over de grote toegangsweg N264, ook wel bekend als de Koning Boudewijnlaan, snel de stadsring R23 en het centrum van de stad kan bereiken. Deze afrit is van belang vanwege de toegang tot het onderzoekscentrum voor micro-elektronica IMEC en de Campus Arenberg van de Katholieke Universiteit Leuven, waar de universiteit onder andere zijn technische departementen heeft gevestigd en het kasteel van Arenberg ligt. Tussen het knooppunt Heverlee en de afrit Leuven stroomt de rivier de Voer onder de A2. De afrit Leuven ligt ongeveer een kilometer ten noorden van het knooppunt Heverlee.
Via de N264 kan men ook het gehucht Egenhoven bereiken, dat ten zuidoosten van de afrit Leuven ligt. Ten westen van de afrit ligt de gemeente Bertem die niet rechtstreeks vanaf de A2 bereikbaar is. Plaatselijk verkeer dat naar Bertem wil, kan dit via de afrit Bertem van de A3/E40 of via twee bruggen die Bertem met Egenhoven en Terbank verbinden.

#### Gasthuisberg
De tweede afrit van de A2 is Gasthuisberg. Deze maakt Vlaams-Brabant bereikbaar voor de hulpdiensten van het Universitair Ziekenhuis Leuven en de Brandweer Leuven, die beide dicht bij de afrit gevestigd zijn en zich ten oosten van de A2 bevinden.

#### Brussel-Winksele
De afrit Brussel-Winksele is eveneens een zeer drukke afrit, omdat men via deze afrit het nabijgelegen hoofdkantoor van bank-verzekeraar KBC kan bereiken, alsook een industriële zone met veel autobedrijven in Herent. De afrit ligt aan de secundaire weg N2 (Brussel-Leuven), een alternatieve route naar de Belgische hoofdstad via Winksele. Oostwaarts sluit de N2 aan op de R23, de ring rond Leuven. Deze afrit, de derde vanaf het knooppunt Heverlee, ligt op slechts 500 meter van de afrit Gasthuisberg.

#### Herent
De volgende afrit is Herent. Ook via deze afrit kan men het centrum van Leuven goed bereiken, namelijk via de N26. In de andere richting leidt de secundaire Mechelsesteenweg als hoofdweg via Herent, Boortmeerbeek en Kampenhout naar Mechelen.

#### Voormalige afrit Wilsele-Dorp
Vervolgens komt men langs de in maart 2006 gesloten afrit Wilsele-Dorp. Deze afrit was de minst gebruikte en minst belangrijke van de toenmalige zes afritten. Het was eigenlijk slechts een "noodafrit" die bestond ter ontsluiting van het verder geïsoleerd liggende Wilsele. Als "noodafrit" voldeed de afrit Wilsele-Dorp niet aan de normale eisen en was hij bijzonder kort, smal en gevaarlijk. Hij was niet meer nodig nadat men over de Leuvense Vaart een brug had voltooid, waardoor Wilsele-Dorp ontsloten raakte via de afrit Wilsele-Kessel-Lo. Men hoopte met de sluiting ook het fileleed wat te verzachten.
Nog voor de voormalige afrit Wilsele-Dorp begint het viaduct van Wilsele. Deze liggerbrug overspant achtereenvolgens van zuidwest naar noordoost spoorlijn 36N, spoorlijn 36, het Kanaal Leuven-Dijle, de Dijle, spoorlijn 53 en de gewestweg N19. De brug heeft een lengte van een kilometer.

#### Wilsele-Kessel-Lo

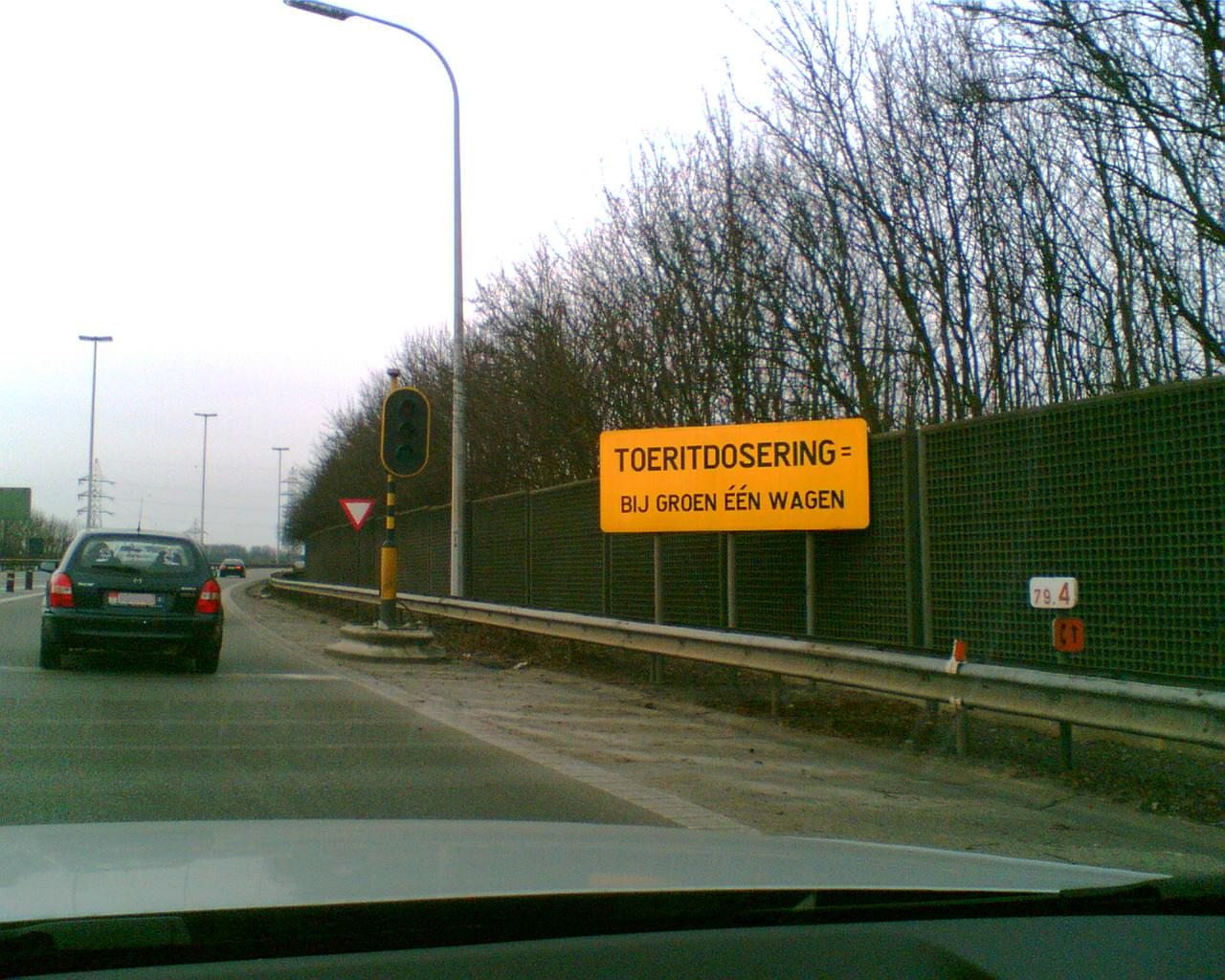
Voormalig toeritdoseringsysteem bij de oprit Wilsele-Kessel-Lo richting Brussel.

De volgende en laatste van de vijf "Leuvense" afritten is Wilsele-Kessel-Lo. De oprit richting Brussel is op werkdagen 's morgens zeer druk, met name voor verkeer uit de grote Leuvense wijk Kessel-Lo, maar ook uit andere wijken en omliggende gebieden. De oprit ligt vlak bij het nog verder te renoveren Vuntcomplex en het Holsbeekse industriegebied De Vunt. De op- en afrit wordt ook veel gebruik door de wagens van vuilnisophaler Ecowerf.
In een poging de verkeerssituatie te verbeteren, was er gedurende enkele jaren aan het eind van de oprit Wilsele-Kessel-Lo een opstelling voor toeritdosering. Een verkeerslicht liet gedurende de ochtendspits met tussenpozen van enkele seconden het verkeer auto per auto toe, met de bedoeling een regelmatigere instroom en daarmee betere verkeersstroom op de A2 te bereiken. In 2010 concludeerde men echter dat het licht de situatie op de snelweg niet verbeterde, terwijl er op de aanvoerweg in de ochtendspits regelmatig files ontstonden. Vanwege het negatieve effect heeft men medio 2010 daarom het systeem verwijderd.

### Hageland

#### Overzicht
Na Leuven loopt de A2 door het Hageland. Dit is een van de toeristische regio's van Vlaams-Brabant. Het gebied is tamelijk heuvelachtig en is onder andere bekend vanwege de wijnbouw die er plaatsvindt en vanwege het bedevaartsoord Scherpenheuvel.

#### Holsbeek
De eerste afrit na Leuven is Holsbeek, met verbindingen naar Rotselaar en Holsbeek. De afrit is veel in gebruik door forensen die net buiten de Leuvense agglomeratie wonen.

#### Aarschot
Vervolgens bereikt men de afrit Aarschot. Vanaf de afrit is men snel in het centrum van de stad. In de andere richting, richting Tienen kan men het "Gouden Kruispunt" in Tielt-Winge bereiken, waar met name op zondagen bezoekers uit de gehele regio hun inkopen doen.

#### Tielt-Winge
Via de volgende afrit Tielt-Winge kan men het rooms-katholieke bedevaartsoord Scherpenheuvel bereiken.

#### Diest-Bekkevoort
Via deze afrit komt men in Assent (Bekkevoort) terecht. Ook Tienen en Diest zijn vlot bereikbaar. Op drukke weekdagen staat gedurende de ochtendspits de file richting Leuven regelmatig vanaf deze oprit

#### Diest-Halen
Vervolgens komt men via de A2/E314 langs de Oranjestad Diest Een curiosum is dat als men uit de richting Leuven nadert en de afrit Diest-Halen richting Diest neemt, men op de snelweg even de provincie Limburg inrijdt, om onder de brug dan onmiddellijk terug in Vlaams-Brabant te komen. Via de afrit Diest-Halen kan men ook een alternatieve en qua afstand kortere route naar de Limburgse provinciehoofdstad Hasselt kiezen.

### Provincie Limburg

#### Halen
De grensovergang tussen de provincies Vlaams-Brabant en Limburg ligt tussen Diest en Halen. De eerste afrit op Limburgs grondgebied is afrit 25 in het dorp Zelk in de gemeente Halen. Deze afrit leidt noordwaarts via de N2 naar achtereenvolgens het industrieterrein van Diest, het dorp Webbekom en de Diestse stadskern. De N2 loopt in het zuidoosten richting de dorpskern van Halen. Bij de oprit in Zelk ligt sinds 2010 aan de kant van Halen een carpoolparking.
Zowel voor als na de afrit van Halen loopt de A2 doorheen een drassig gebied. Verschillende waterlopen, waaronder de Velpe, monden hier uit in de Demer. De A2 steekt de Demer over vlak na de afrit van Halen. Voor de aanleg van de snelweg in dit gebied zocht men een zandwinningsplaats. Het natuurgebied Schulensbroek diende hiertoe en door de zandwinning ontstond in 1976 het Schulensmeer. Ten noorden van de A2 ligt hier het natuurdomein Sint-Jansberg.

#### Lummen

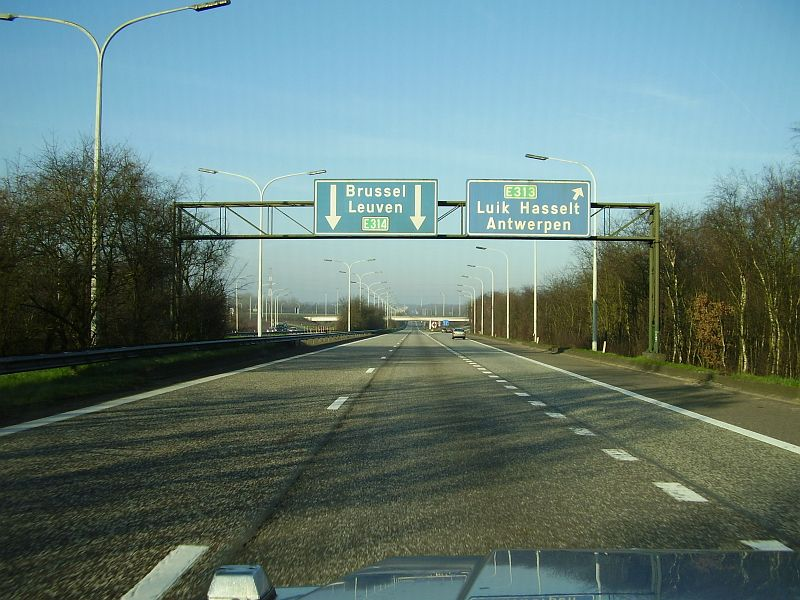
De A2 ter hoogte van het knooppunt Lummen.

De A2 passeert vervolgens de dorpen Linkhout en Zelem. Vlak voor het knooppunt Lummen ligt een afrit naar de plaats Lummen zelf. De N717 leidt naar de dorpskern van Lummen in het zuiden en naar het gehucht Groenlaren in het noorden. Aan de noordkant van de A2 bevindt zich in Lummen een carpoolparking.
Ter hoogte van Lummen ligt een verkeerswisselaar met de A13-E313. Vanaf het knooppunt Lummen kunnen weggebruikers de E313 kiezen richting Antwerpen of Hasselt-Luik. Op de A2/E314 rijdt men vanaf het knooppunt ofwel door richting Genk en Nederland dan wel terug richting Leuven. Hoewel het knooppunt Lummen in de volksmond altijd als "Het Klaverblad van Lummen" heeft bekendgestaan, heeft het knooppunt lang het karakter gehad van een ovale rotonde. De twee hoofdassen van beide snelwegen kruisten elkaar zonder problemen door middel van een brug, maar het verkeer dat van snelweg wilde veranderen, moest dit echter doen via de rotonde. Het verkeer dat driekwart rond moest, was verplicht de rotonde op te rijden en werd bijgevolg met ander verkeer geconfronteerd. Het knooppunt Lummen stond dan ook bekend vanwege de vele ongevallen en filevorming. Zo was er met name een probleem in de avondspits voor het verkeer dat vanaf de E313 uit de richting van Hasselt kwam en de E314 richting Leuven op moest. In 2003 werden de afslagstroken op de E313 verlengd, maar zonder verbetering. Tot 2007 waren in het knooppunt Lummen ook verbindingswegen naar het industrieterrein Zolder-Lummen verwerkt. Om de problemen van het rotondeknooppunt Lummen op te lossen werd het knooppunt volledig heringericht. In mei 2008 startten de werken om de rotonde om te bouwen tot een turbineknooppunt. Het vernieuwde kruispunt telt twee niveaus en acht bruggen. Grote boogstralen maken een betere doorstroming van het verkeer mogelijk. Sinds 25 oktober 2010 is het knooppunt Lummen conflictvrij. Het aantal verkeersslachtoffers op het knooppunt daalde op een jaar tijd naar nul.

#### Zolder-Terlaemen
Na het knooppunt Lummen passeert de A2 het industrieterrein Zolder-Lummen en ongeveer een kilometer ten oosten van het knooppunt steekt de snelweg het Albertkanaal over. Dit kanaal opende in 1939, maar pas na de Tweede Wereldoorlog maakten schepen echt gebruik van de nieuwe waterweg. Bij de aanleg van de A2 bouwde men eind jaren 60 een brug over het kanaal. De brug bij Zolder waarover de A2/E314 loopt, moet worden onderscheiden van een andere brug bij Zolder waarover een lokale weg loopt. De beheerder van het kanaal, De Vlaamse Waterweg, wil tegen 2020 een groot deel van de bruggen over het Albertkanaal verhogen, waaronder de A2-brug bij Zolder. De brug zal in het kader van economische doelstellingen 1,6 meter worden opgevijzeld en een doorvaarthoogte van 9,1 meter hebben. Deze verhoging zal tot gevolg hebben dat scheepvaart met vier lagen containers op het kanaal mogelijk is. In juli 2016 plaatste men een noodbrug over het Albertkanaal. Eind 2016 werd een nieuwe noodbrug geplaatst en startten de werken aan de verhoging van de brug. Deze verhoging vindt plaats in twee fases. Eerst wordt de brug richting Leuven verhoogd, vervolgens richting Nederland.
Nadat de A2 het Albertkanaal is overgestoken, passeert de snelweg het dorp Viversel, dat tot de gemeente Heusden-Zolder behoort. De A2 snijdt Viversel in twee ongelijke delen die verbonden zijn door middel van een brug. In 2014 werd ter hoogte van Viversel een geluidsscherm geplaatst in de richting van Nederland.
De eerste afrit na het knooppunt Lummen is afrit 27, Zolder-Terlaemen. Deze afrit leidt naar het bekende racecircuit van Zolder, het Vijvergebied Midden-Limburg met het kasteel Terlaemen, het dorp Bolderberg en het domein Bovy. Sinds de aanleg van de A2 en het op- en afrittencomplex Zolder-Terlaemen is het gebied ten zuiden van de A2 en ten oosten van het Albertkanaal zeer toeristisch geworden. Ten noordoosten van deze afrit ligt het dorp Boekt.
Eind 2017 maakte Vlaams Minister van Mobiliteit Ben Weyts bekend dat de A2 tussen het knooppunt Lummen en de afrit Zolder-Terlaemen een derde rijstrook zou krijgen. De Vlaamse regering maakt ook geld vrij om te onderzoeken of deze derde rijstrook tot de afrit Genk-Oost kan worden doorgetrokken.

#### Zolder-Halveweg
Ten zuiden van het dorp Zolder liggen op minder dan drie kilometer twee op- en afrittencomplexen, de afrit Zolder-Terlaemen en de afrit Zolder-Halveweg. Deze laatste ligt vlak ten zuiden van Zolder, dat in het noorden bereikbaar is via de N72. Zuidwaarts loopt deze N72 richting het dorp Halveweg, dat tot de gemeente Zonhoven behoort. Via deze gewestweg kan plaatselijk verkeer binnendoor naar de Kempische Steenweg aan de noordzijde van Hasselt rijden. Na de afrit Zolder-Halveweg ligt vlak ten zuiden van de A2 het kasteel Vogelsanck.
Minder dan twee kilometer ten oosten van deze afrit bevindt zich de verzorgingsplaatsen Zolder en Zonhoven. Oorspronkelijk waren deze verzorgingsplaatsen slechts gewone parkings, maar in 2016 werd de parking aan de kant van Zonhoven richting Genk-Nederland heraangelegd en omgevormd tot een volwaardige verzorgingsplaats. Ten zuiden van de verzorgingsplaats Zonhoven ligt het natuurgebied Geelberg, terwijl aan de kant van Zolder de gebieden Laambroeken en Laambroekvijvers liggen.

#### Houthalen-Zonhoven
De A2 steekt spoorlijn 15 (Antwerpen-Hasselt) over. Ten zuiden van de autosnelweg ligt hier het natuurgebied Kolveren, dat in Zonhoven ligt, en ten noorden het industriepark Centrum-Zuid, dat in Houthalen-Helchteren ligt. De belangrijkste afrit in Limburg is Houthalen-Zonhoven, langs de N74, de drukste secundaire weg van Vlaanderen, de weg tussen Eindhoven en Hasselt. Naast het gewone op- en afrittencomplex bevindt zich hier ook een afrit naar het industriepark Centrum-Zuid in de richting van Leuven. Aan de kant van Houthalen ligt eveneens een carpoolparking. Ten noordoosten van dit op-en afrittencomplex ligt de Breelaarheide. Voor ongeveer 7,5 kilometer vormt de A2 de gemeentegrens tussen Houthalen-Helchteren in het noorden en Zonhoven in het zuiden. De gemeentegrens werd ter gelegenheid van de gemeentelijke herindeling van 1977 gewijzigd. De afgestane en verkregen gebieden hadden betrekking op de aanleg van de A2 enkele jaren eerder.
Op 8 maart 2014 kwamen zeven jongeren uit Leopoldsburg om het leven toen zij met hun wagen inreden op een Duitse tankwagen op de A2. Het ongeval gebeurde op het grondgebied van Zonhoven.

#### Park Midden-Limburg
Park Midden-Limburg is de naam van afrit 30 van de A2. Deze afrit ligt op de grens tussen Houthalen-Helchteren en Zonhoven. De naam verwijst naar twee natuurgebieden, Tenhaagdoornheide, dat ligt tussen Houthalen en Houthalen-Oost, en de Teut, dat ligt op Zonhovens grondgebied. Beide gebieden vormen een eenheid, maar zijn door de aanleg van de A2 gesplitst. Een ecotunnel onder de autosnelweg verbindt beide gebieden. De afrit Park Midden-Limburg ligt in het meest oostelijke punt van beide natuurgebieden en bevindt zich langs de N726. Deze gewestweg leidt naar het industrieterrein Genk-Noord en de terril van Winterslag in het zuiden. Ten noorden van deze afrit ligt het natuur- en recreatiegebied Hengelhoef.

#### Genk

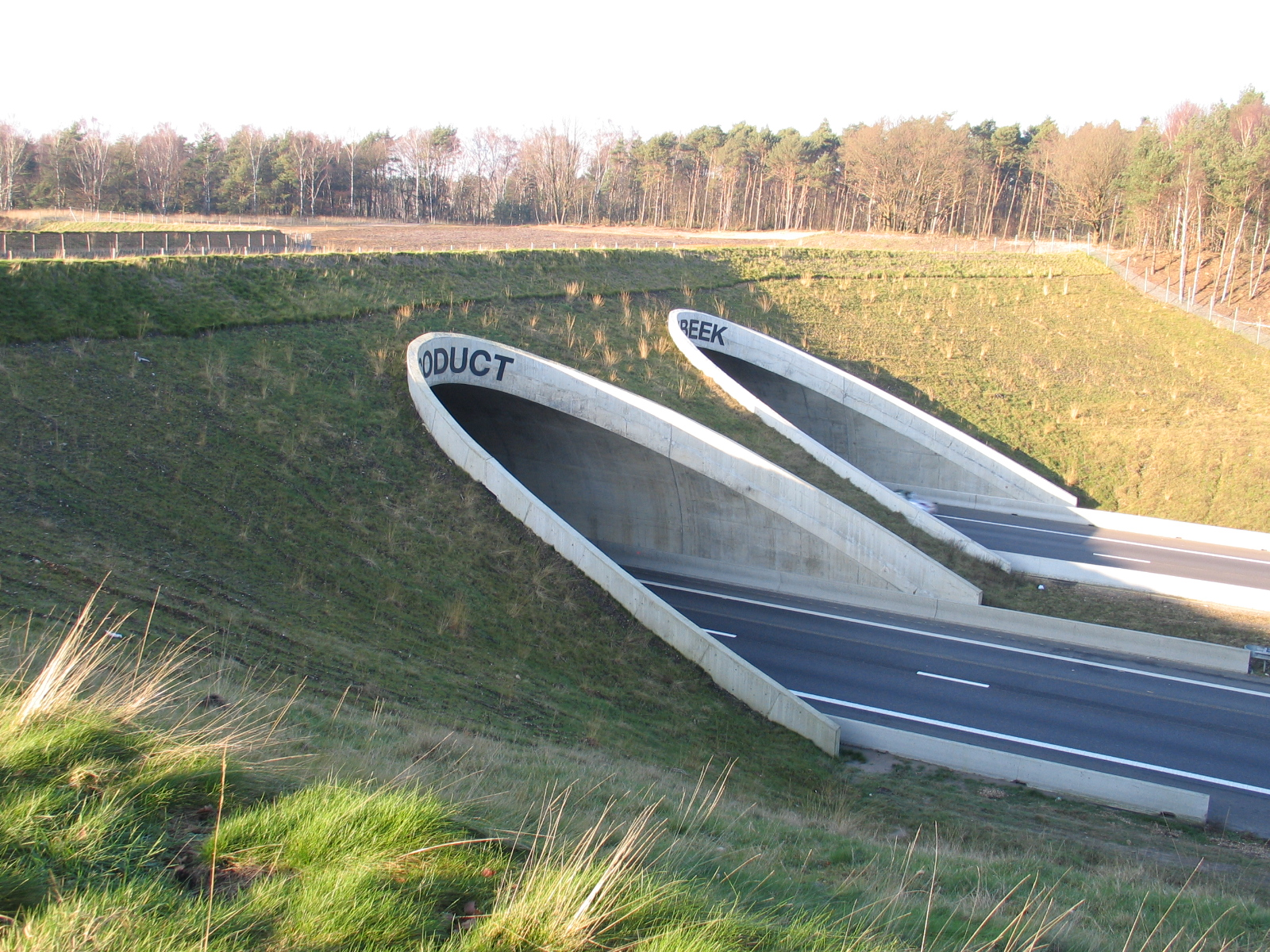
Het ecoduct Kikbeek tussen Genk en Maasmechelen.

De volgende twee afritten van de A2 liggen in de gemeente Genk. De eerste afrit is Genk-Centrum, die kruist met de N76 en zuidwaarts leidt naar de oude site van de steenkoolmijn van Winterslag en het cultuur- en recreatiedomein C-Mine. Nog verder in het zuiden liggen Winterslag en het stadscentrum van Genk. Men kan via deze N76 daarna verder rijden richting Diepenbeek waar een oprit is naar de E313. Ten noorden van dit op- en afrittencomplex liggen de mijnwerkersdorpen Waterschei en Zwartberg. Na het passeren van de afrit Genk-Centrum loopt de A2 door de Stiemerbeekvallei. De autosnelweg passeert vervolgens het kleine park Stalengoed, dat door de aanleg van de A2 doorsneden is. Ongeveer 3,5 kilometer ten oosten van de afrit Genk-Centrum ligt het onofficiële knooppunt Genk-Oost. Hier kruist de A2 met de N75, ook wel bekend als de Europalaan. Ten zuidoosten van dit knooppunt, vlak onder de A2, ligt golfclub Spiegelven. Het Agentschap Wegen en Verkeer installeerde in de herfst van 2018 2,5 kilometer geluidsschermen langs de A2 ter hoogte van Genk.

#### Maasmechelen en Nederland

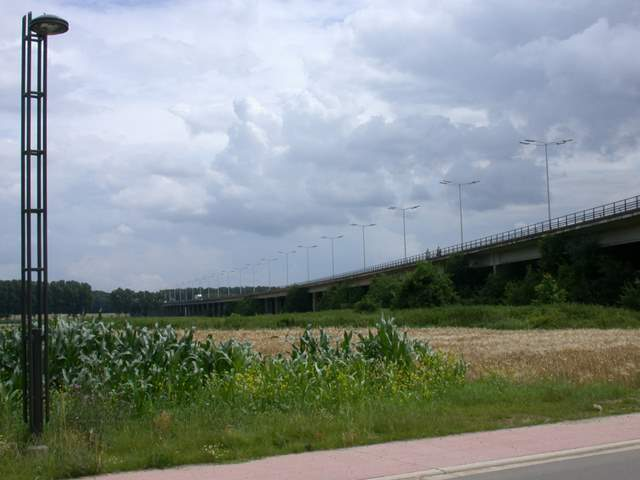
De Scharbergbrug over de Maas en het Julianakanaal.

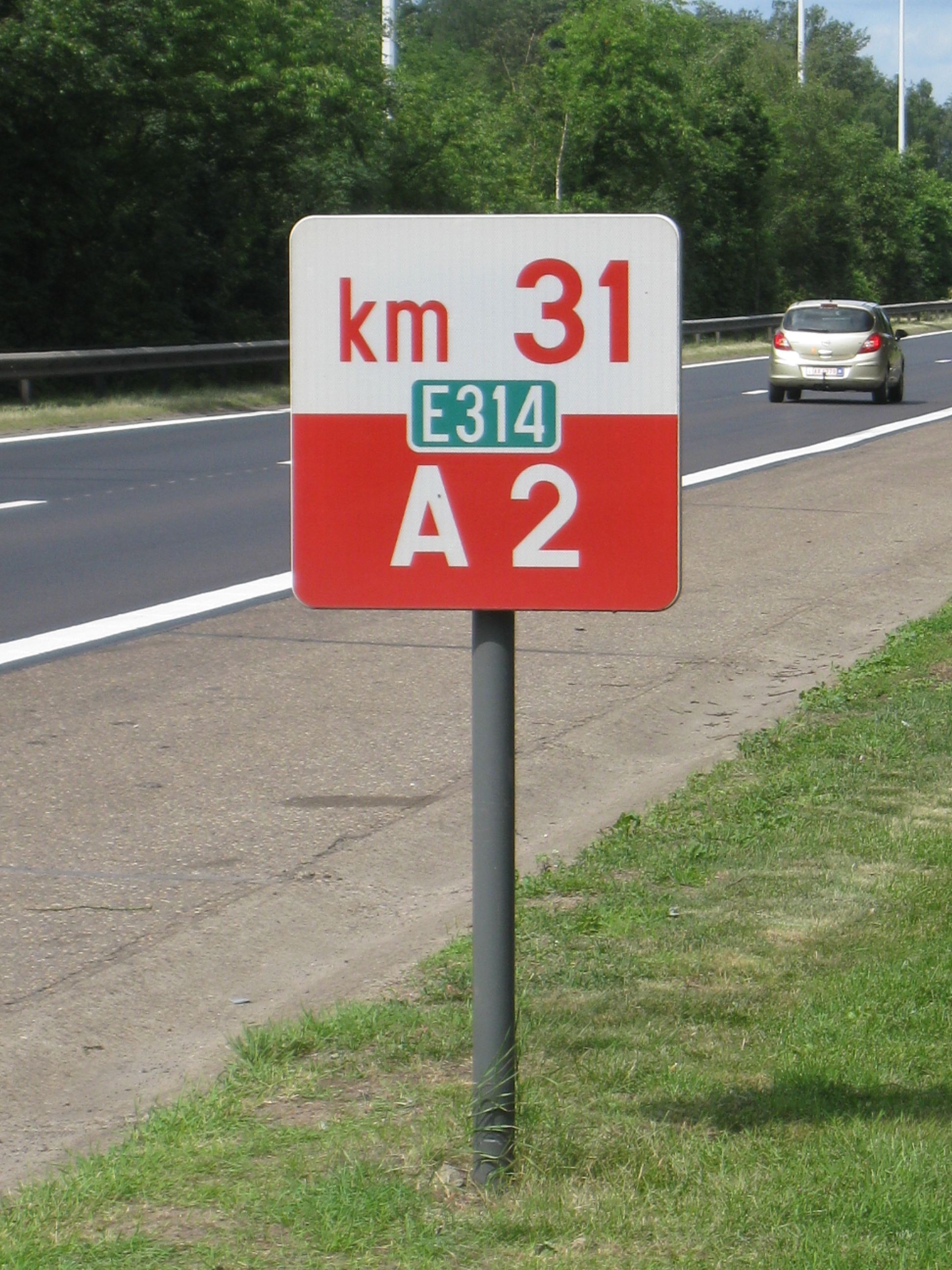
Een kilometerpaal ter hoogte van Zolder met zowel het Belgische als het Europese nummer.

De A2 verlaat het grondgebied van Genk en doorkruist vervolgens het Nationaal Park Hoge Kempen. Voor ruim tien kilometer zijn er geen op- en afritten van of naar de A2. De autosnelweg loopt eerst twee kilometer over het grondgebied van de gemeente Zutendaal en loopt vervolgens Maasmechelen binnen, de laatste gemeente die de A2 passeert. De snelweg loopt ten noorden van NAVO-vliegbasis Zutendaal en de Vallei van de Kikbeekbron. Deze laatste is een voormalige zand- en grindgroeve en maakt deel uit van het Nationaal Park Hoge Kempen. Ook ten noorden van de A2 ligt een voormalige groeve, evenals het natuurgebied Mechelse Heide. Vlak bij de groeves ligt het ecoduct Kikbeek, dat werd geopend in 2005, om de natuurgebieden aan beide zijden van de weg met elkaar te verbinden.
De afrit Maasmechelen ligt aan de N78. Ten zuidoosten hiervan ligt het industriepark Oude Bunders, ten zuidwesten het dorp Opgrimbie, ten noordwesten de woonwijk Proosterbos en ten noordoosten de dorpskern van Mechelen-aan-de-Maas. Ongeveer een kilometer ten oosten van deze afrit ligt een brug over de Zuid-Willemsvaart, een lateraal kanaal van de Maas dat het Kanaal Bocholt-Herentals met de Maas verbindt. De brug opende in 1973, gelijktijdig met de opening van de A2.
De A2 passeert vervolgens de dorpen Boorsem en Kotem en het gehucht Geneuth. Ter hoogte van Boorsem liggen aan weerszijden van de autosnelweg een parkeerplaats voor vrachtwagens. Vervolgens loopt de A2 richting de grensovergang met Nederland. De grens tussen België en Nederland loopt voor de rivier de Maas. Voertuigen steken de Maas over via de Scharbergbrug. De brug ligt grotendeels op Nederlands grondgebied, maar is volledig onder Belgisch beheer. De Scharbergbrug is de enige snelwegbrug tussen beide landen. Naast de Maas overspant deze liggerbrug met een lengte van ongeveer 1.300 meter eveneens het Julianakanaal, dat in Nederland ligt. Aan de overzijde van de Maas en het kanaal ligt de plaats Stein in de provincie Nederlands Limburg. De A2 gaat in Nederland verder als de A76. De eerstvolgende afrit op Nederlands grondgebied bevindt zich in Stein. Na enkele kilometers bereikt men het knooppunt Kerensheide waar men de Nederlandse A2 (Amsterdam-Maastricht/Eijsden) kan oprijden of de weg kan vervolgen over de A76 naar Heerlen en de Duitse stad Aken

## Naamgeving
Net zoals andere Belgische autosnelwegen krijgt ook de route Leuven-Nederland een A-nummer. De E314 is een Europese weg die loopt van Leuven naar de Duitse stad Aken. In België loopt de E314 volledig samen met de A2. Vandaar dat men spreekt van de A2/E314, maar in België is het E-nummer meer ingeburgerd en wordt veeleer de naam E314 gebruikt in nieuwsberichten en verkeersinformatie.
Omdat de E314 een Europese B-weg is, legde de UNECE de naam E314 als volgt vast: Het eerste cijfer is ook het eerste cijfer van de dichtstbijzijnde belangrijke Europese A-weg ten noorden van de E314. Dit is de E30. Het tweede cijfer is het eerste cijfer van de dichtstbijzijnde belangrijke Europese A-weg ten westen van de E314. Dit is de E19. Het derde cijfer is een volgnummer dat aangeeft dat dit de vierde weg van noord naar zuid is die de eerste twee cijfers gemeen heeft (na de E311, E312 en E313).